# Маккарти, Финтан
Финтан Маккарти (англ. Fintan McCarthy, род. 23 ноября 1996, Скибберин, Манстер) — ирландский гребец, двукратный олимпийский чемпион (2020, 2024), многократный чемпион мира и Европы.

## Спортивная биография
Маккарти родом из Скибберина, графство Корк. Первый опыт в гребле он получил в начальной школе, но серьёзно он начал заниматься этим видом спорта только в 15 лет, после того, как посмотрел соревнования по академической гребле на Олимпийских играх в Лондоне в 2012 году. Закончил Университетский колледж Корка и по специальности «физиология».
Финтан Маккарти выиграл свой первый национальный титул в академической гребле вместе со своим братом Джейком в 2016 году. Братья прошли в финал чемпионата Европы по академической гребле в 2019 году.
В 2019 году он начал выступать в паре с Полом О’Донованом в двойках парных, лёгкий вес. Их первым международным стартом стал Чемпионат мира по академической гребле 2019 года, проходивший в австрийском городе Оттенсхайм, где они завоевали золотую медаль и титул чемпиона мира. В 2020 году он завоевал бронзу среди одиночек легковесов на чемпионате Европы по академической гребле 2020 года в Познани, Польша.
Маккарти и О’Донован участвовали в Олимпийских играх 2020 года в Токио, которые состоялись в июле 2021 года. Пара показала в полуфинале лучшее время в истории в этом виде соревнований - 6:05:33, а затем выиграла и финал, завоевав золотую медаль.
Маккарти и О’Донован вновь представляли Ирландию на летних Олимпийских играх 2024 года, завоевав вторую золотую медаль подряд в двойках парных легковесов.